# Agutiju srodni peptid
Agutiju srodni peptid (Agutiju srodni protein, AgRP) je neuropeptid koji proizvode AgRP/NPY neuroni u mozgu. Njega jedino sintetišu ćelije koje sadrže , koje su locirane u ventromedijalnom delu arkuatnog nukleusa u hipotalamusu. AgRP se koizražava sa neuropeptidom Y i doprinosi povećanju apetita i umanjenju metabolizma i utroška energije. On je jedan od najpotentnijih i najdugotrajnijih stimulatora apetita. Kod ljudi, agutiju srodni peptid je kodiran  genom.

## Struktura
je parakrini signalni molekul koji se sastoji od 132 aminokiseline. Njega su nezavisno identifikovala dva tima 1997. na osnovu sličnosti njegove sekvence sa aguti signalnim peptidom (ASIP), proteinom koji se sintetiše u koži i kontroliše boju dlake. AgRP je približno 25% identičan sa ASIP. Mišji homolog AgRP peptida se sastoji od 131 aminokiseline i ima 81% identičnih aminokiselina sa humanim proteinom. Biohemijske studije indiciraju da je AgRP veoma stabilan u pogledu termalne denaturacije i kiselinske degradacije. Njegova sekundarna struktura sadrži uglavnom randomne zavoje i β-ravni. AgRP je nalazi na humanom hromozomu 16q22, i mišjem hromozomu 8D1-D2.

## Literatura
- Dhillo WS, Gardiner JV, Castle L, Bewick GA, Smith KL, Meeran K, Todd JF, Ghatei MA, Bloom SR (2005). „Agouti related protein (AgRP) is upregulated in Cushing's syndrome” (PDF). Exp. Clin. Endocrinol. Diabetes. 113 (10): 602—6. PMID 16320160. doi:10.1055/s-2005-872895. Архивирано из оригинала (PDF) 15. 08. 2011. г. Приступљено 17. 06. 2011.
- Dinulescu DM, Cone RD (2000). „Agouti and agouti-related protein: analogies and contrasts”. J. Biol. Chem. 275 (10): 6695—8. PMID 10702221. doi:10.1074/jbc.275.10.6695.
- Scarlett JM, Zhu X, Enriori PJ, Bowe DD, Batra AK, Levasseur PR, Grant WF, Meguid MM, Cowley MA, Marks DL (2008). „Regulation of agouti-related protein messenger ribonucleic acid transcription and peptide secretion by acute and chronic inflammation”. Endocrinology. 149 (10): 4837—45. PMC 2582916 . PMID 18583425. doi:10.1210/en.2007-1680.
- Creemers JW, Pritchard LE, Gyte A, Le Rouzic P, Meulemans S, Wardlaw SL, Zhu X, Steiner DF, Davies N, Armstrong D, Lawrence CB, Luckman SM, Schmitz CA, Davies RA, Brennand JC, White A (2006). „Agouti-related protein is posttranslationally cleaved by proprotein convertase 1 to generate agouti-related protein (AGRP)83-132: interaction between AGRP83-132 and melanocortin receptors cannot be influenced by syndecan-3”. Endocrinology. 147 (4): 1621—31. PMID 16384863. doi:10.1210/en.2005-1373.
- Katsuki A, Sumida Y, Gabazza EC, Murashima S, Tanaka T, Furuta M, Araki-Sasaki R, Hori Y, Nakatani K, Yano Y, Adachi Y (2001). „Plasma levels of agouti-related protein are increased in obese men”. J. Clin. Endocrinol. Metab. 86 (5): 1921—4. PMID 11344185. doi:10.1210/jc.86.5.1921.
- Kas MJ, Bruijnzeel AW, Haanstra JR, Wiegant VM, Adan RA (2005). „Differential regulation of agouti-related protein and neuropeptide Y in hypothalamic neurons following a stressful event”. J. Mol. Endocrinol. 35 (1): 159—64. PMID 16087729. doi:10.1677/jme.1.01819.
- Jackson PJ, Yu B, Hunrichs B, Thompson DA, Chai B, Gantz I, Millhauser GL (2005). „Chimeras of the agouti-related protein: insights into agonist and antagonist selectivity of melanocortin receptors”. Peptides. 26 (10): 1978—87. PMID 16009463. doi:10.1016/j.peptides.2004.12.036.
- Bäckberg M, Madjid N, Ogren SO, Meister B (2004). „Down-regulated expression of agouti-related protein (AGRP) mRNA in the hypothalamic arcuate nucleus of hyperphagic and obese tub/tub mice”. Brain Res. Mol. Brain Res. 125 (1-2): 129—39. PMID 15193430. doi:10.1016/j.molbrainres.2004.03.012.
- http://zootekni.comu.edu.tr/a_kadro/yayin/pala/agouti%20pakistan.pdf Архивирано на веб-сајту  (9. октобар 2011)
- https://web.archive.org/web/20110616211512/http://www.endotext.org/obesity/obesity5/obesity5.htm

## Spoljašnje veze
- agouti-related+protein на 
- Aguti domen[мртва веза]